# Просвет (Брянская область)
Просвет — поселок в Погарском районе Брянской области в составе Витемлянского сельского поселения.

## География
Находится в южной части Брянской области на расстоянии приблизительно 11 км на юг-юго-восток по прямой от районного центра города Погар.

## История
Основан в XX веке, работал одноименный колхоз. На карте 1941 года отмечен как поселение с 23 дворами.

## Население
Численность населения: 98 человек в 1926 году (преимущественно украинцы), 32 человека (русские 100 %) в 2002, 11 в 2010.